# Battaglia di Cinocefale
La battaglia di Cinocefale, o Cinoscefale, fu un episodio decisivo della seconda guerra macedonica, il conflitto che vide fronteggiarsi la Repubblica romana e il Regno di Macedonia. Si combatté nel 197 a.C. presso il luogo ora chiamato Karadagh, in Tessaglia.

## Premessa
Con l'espansione romana in Illiria e l'alleanza stipulata tra il Regno di Macedonia e Cartagine subito dopo la battaglia di Canne, tra i due Stati sorse una rivalità che la pace di Fenice del 205 a.C. non poteva superare. Inoltre, i Romani temevano un nuovo caso Annibale e il riaffacciarsi dei rischi corsi all'epoca delle guerre puniche. Altro elemento di attrito fu il forte espansionismo del re di Macedonia Filippo V nell'Egeo durante la guerra di Creta. La coalizione antimacedone, soprattutto Rodi, Pergamo e Creta, inviò in maniera costante ambasciate al Senato romano per richiedere aiuti nel conflitto contro la Macedonia. Seppur riluttanti in un primo momento, i Romani accettarono di intervenire nel conflitto, dando così avvio alla seconda guerra macedonica.

## Forze in campo
Secondo diversi storici antichi e contemporanei, le forze in campo dei due schieramenti erano molto simili.
Secondo Tito Livio, Filippo V disponeva di 16000 falangiti, 2000 peltasti, 2000 Traci, 2000 Illiri e 3500 cavalieri, per un totale di 25500 uomini a disposizione del re macedone. Cifre molto simili vengono riportate anche da Polibio: questo elemento può essere spiegato facilmente. Infatti, Livio usò spesso come fonte lo storico greco. Tali numeri sono accettati anche da Plutarco: egli infatti riporta che l'esercito di Tito Quinzio Flaminino constava di 26000 uomini, mentre per quanto riguarda quello di Filippo V "era più o meno della stessa grandezza".
Secondo lo storico britannico N. G. L. Hammond, i legionari del console romano dovevano essere 22000, a cui vanno aggiunti gli alleati. Gli Atamani fornirono 1200 fanti, mentre i Cretesi diedero un apporto minimo, solo 800 uomini, quasi tutti arcieri, a cui si aggiunsero diversi elefanti numidi.
Esiste una controversia circa il numero degli uomini inviati dagli Etoli: Livio ci dice che essi inviarono 600 fanti e 400 cavalieri Tuttavia, Hammond dissente da queste affermazioni: secondo lo storico britannico, si tratta di una corruzione del testo avvenuta durante una trascrizione. Le motivazioni che lo spinsero a questa ipotesi sono due:
- la rivendicazione da parte degli Etoli di aver giocato una parte importante nella vittoria;
- l'apporto di 1200 Atamani, una tribù più piccola e meno popolosa rispetto alla Lega Etolica.

Hammond propende quindi per una cifra pari a 6000 fanti appiedati e 400 cavalieri. Una simile composizione porterebbe il numero degli effettivi agli ordini di Flaminino a 30400, il che sarebbe confermato dalle parole di Plutarco sopra menzionate. 

## Battaglia

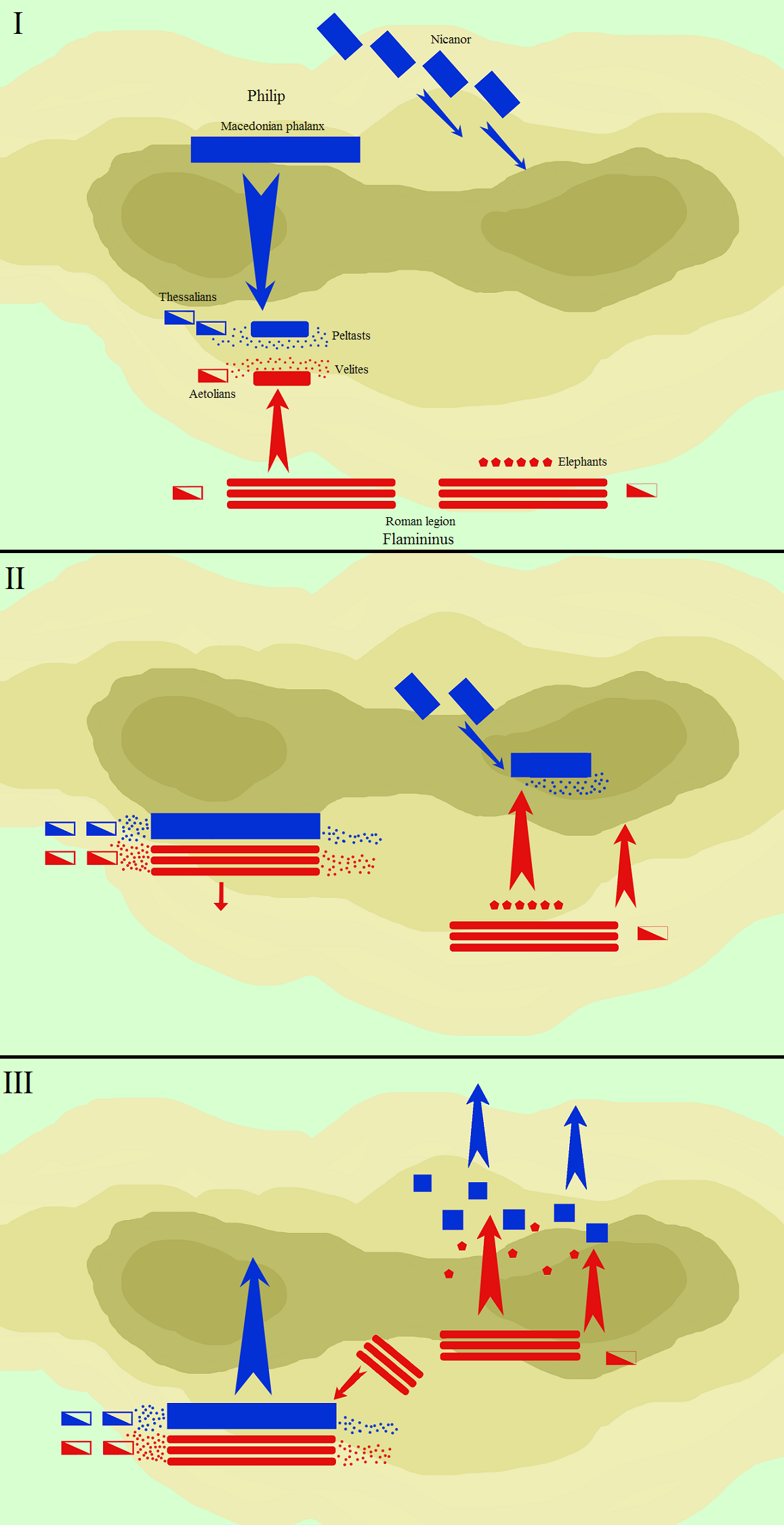
Le varie fasi della battaglia.

Le fonti principali non riportano la data esatta della battaglia, ma facendo un calcolo approssimativo sulla base di ciò che viene riportato da Tito Livio e Polibio, lo scontro si può datare intorno al 1º giugno 197 a.C. Flaminino fece accampare le proprie truppe in una zona chiamata Tetideo, un santuario, luogo dove Teti e Peleo, genitori di Achille, si incontrarono. Filippo V si accampò invece presso un borgo chiamato oggi Khalkiadhes, nei pressi della cresta più alta tra quelle che formano le cosiddette "teste di cane" (Cinocefale), a un'altezza di 362 metri. La distanza tra i due eserciti era minima, circa 15 chilometri, ma nessuno dei due comandanti sapeva esattamente dove fosse l'altro: le creste infatti non permettevano un'ampia visuale.
Secondo Polibio, la mattina seguente la nebbia era così fitta che non riuscivano a vedere nemmeno ciò che avevano davanti ai piedi. A causa di ciò, dopo un breve tratto di strada Filippo V si fermò e fece accampare le truppe. Inviò l'avanguardia, composta da truppe di fanteria leggera, con l'incarico di occupare le alture che si elevavano tra i due eserciti. Plutarco aggiunge un evento curioso: il sovrano macedone salì involontariamente su una collinetta che, in realtà, non era altro che un tumulo sepolcrale e rimase estremamente colpito da questo cattivo auspicio.
Flaminino inviò dieci squadroni e circa mille soldati armati alle leggera con l'ordine di esplorare con cura il terreno. Questi soldati, nella nebbia, non si accorsero dei soldati macedoni e si scontrarono con essi, perdendo terreno. Flaminino allora inviò 500 cavalieri e 2000 fanti come rinforzo e presto i Macedoni dovettero retrocedere e richiedere rinforzi. Tuttavia, nel campo macedone non erano presenti tutti gli uomini poiché Filippo V, sicuro che non vi sarebbe stato nessuno scontro in quel giorno, inviò alcuni uomini a recuperare foraggio. Mandò allora in soccorso Eraclide da Girtona, comandante della cavalleria tessalica, e Leonte, comandante della cavalleria macedone. Dopo l'intervento di questi nuovi rinforzi macedoni i Romani si trovarono in difficoltà e vennero ricacciati dalle alture. Solo il valore della cavalleria degli Etoli evitò una rotta totale. Flaminino, vedendo tutto il proprio esercito pronto, lo guidò verso le colline, schierando la fanteria alleata a sinistra, i legionari al centro e gli elefanti numidi a destra. Contemporaneamente il re macedone ebbe notizia della rotta dei Romani e ricevette pressioni per inviare tutto l'esercito: per non perdere autorità, accettò, nonostante disapprovasse il terreno dello scontro. Egli radunò i peltasti e la parte della falange che era già pronta e li condusse verso la battaglia incaricando il suo generale Nicanore, soprannominato "Elefante", di seguirlo non appena il resto dell'esercito si fosse radunato. Filippo V schierò i suoi sulla sinistra.
Nello scontro che seguì la destra macedone si distaccò brillantemente, grazie al terreno sopraelevato e al peso della loro formazione. Flaminino si accorse prontamente della crisi che attraversava la sua ala sinistra, che stava lentamente ma inesorabilmente retrocedendo. Egli si portò quindi sul lato sinistro con gli elefanti, ponendoli in prima fila davanti ai fanti. La vista degli animali creò terrore tra le file dell'ala destra macedone. Questo movimento dell'esercito romano mise però in difficoltà l'ala destra del proprio schieramento, che si vide privata degli elefanti andati in aiuto all'ala sinistra. Questa sfondò la rispettava ala destra macedone, che iniziò a ritirarsi in maniera scoordinata, e iniziò un inseguimento. Un tribuno anonimo distaccò venti manipoli tra quelli impegnati nell'inseguimento per effettuare una manovra d'aggiramento e colpire da tergo l'ala sinistra macedone. La decisione dell'ufficiale romano si rivelò azzeccata: la falange, incapace di invertire la propria formazione a causa dello schieramento e della propria formazione compatta, venne sopraffatta in poco tempo. Rispetto a Polibio, Livio aggiunge un elemento non meno importante: il luogo da cui il tribuno caricò i Macedoni da dietro era situato in una zona sopraelevata, permettendo così di sfruttare il pendio per un impatto più efficace.
Flaminino riuscì a catturare alcune unità dell'ala sinistra macedone sul crinale. Come da loro usanza, i Macedoni sollevarono le sarisse in segno di resa. Mentre il console romano  apprese il significato di questa azione e stava per trattenere i suoi soldati per risparmiarli, alcuni legionari si avventarono sui prigionieri, abbattendone la maggior parte. Solo un numero esiguo di Macedoni riuscì a salvarsi gettando via le armi.
Sia Polibio che Plutarco sono concordi per quanto riguarda i numeri delle perdite: i Macedoni rimasti uccisi nell'aspro scontro furono circa 8000, la maggior parte dei quali dopo la rotta dell'esercito, mentre i prigionieri furono oltre 5000. Per i Romani le perdite furono molto più limitate: soltanto 700 circa.

## Conseguenze
Non appena terminò la battaglia iniziarono a incrinarsi i rapporti tra Flaminino e gli Etoli, poiché il primo mal sopportava il fatto che essi si fossero fermati a saccheggiare il campo macedone invece di inseguire l'esercito nemico. Inoltre, essi si attribuirono la vittoria, elemento che provocò tensioni con l'esercito romano.
Filippo V si rese conto che non poteva più continuare il conflitto per la mancanza di un esercito: oltre la metà dei figli uomini rimasero uccisi o catturati nel corso della battaglia, per non contare i feriti non più a disposizione del sovrano macedone. Egli acconsentì a intavolare delle trattative con Flaminino e gli altri rappresentanti delle forze alleate. L'incontro avvenne nella valle di Tempe, situata nel nord della Tessaglia, sulle rive del fiume Peneo. La fonte principale per gli eventi concernenti al trattato di pace è Polibio.
Roma richiese il ritiro dalla Grecia, la consegna dei prigionieri e dei disertori a tutti i belligeranti, la riconsegna ai Romani di tutte le conquiste intraprese in Illiria dopo la pace di Fenice e la restituzione a Tolomeo V di tutte le città a lui conquistate dopo la morte di Tolomeo IV. Venne richiesto anche un forte risarcimento di guerra. La Macedonia, seppur formalmente alleata di Roma, divenne uno stato periferico della Repubblica romana.
Pergamo chiese la restituzione di navi e prigionieri catturati dopo la battaglia di Chio e la restituzione del tempio di Afrodite e del Niceforio, mentre Rodi chiese il ritiro dai territori asiatici sotto l'influenza di dell'isola greca, il ritiro delle guarnigioni di Iaso, Bargylia ed Euromos, il ritiro da Sesto e Abido e più in generale, da tutti i posti commerciali e i porti d'Asia. La Lega Achea richiese solo la restituzione di Argo e Corinto, mentre la Lega Etolica volle la restituzione di quelle città che da tempo erano membri della lega.
Vista la situazione in cui si trovava, Filippo V non poté che acconsentire a queste richieste. La Valle di Tempe rappresenta sicuramente il luogo dove terminò l'imperialismo macedone: il sogno di Filippo V di ripercorrere l'epopea di Alessandro Magno naufragò completamente. Venticinque anni dopo il re macedone Perseo provocò la terza guerra macedonica, nel tentativo di riconquistare l'autonomia del regno, ma anche nella battaglia di Pidna, scontro decisivo del conflitto, la falange macedone fu sbaragliata dalle legioni romane.
Il ritiro dei Macedoni dalla Grecia e dall'Asia aprì la questione del futuro dei territori ceduti: il trattato rese noto a Filippo cosa dovesse evacuare, ma non il come e il quando. Per questo motivo venne creata una commissione di dieci membri, tra cui figurava lo stesso Flaminino, il cui compito era di decidere sulle sorti delle aree liberate dai Macedoni. I decemviri decisero che il limite massimo di tempo concesso a Filippo V per ritirare le truppe fossero i Giochi Istmici del 196 a.C. Questa commissione aveva inoltre il compito di decidere sul futuro della Grecia dopo il vuoto di potere creato dal tracollo della potenza macedone.